# ジャン＝ジャック・サンペ
ジャン=ジャック・サンペ(Jean-Jacques Sempé,1932年8月17日 – 2022年8月11日) は、フランス・ボルドー生まれの漫画家、イラストレーター。筆名としては「Sempé」で知られる。
友人でもあった作家ルネ・ゴシニと共作した『プチ・ニコラ』で知られ、のちに実写映画化もされた。雑誌『パリ・マッチ』、『ニューヨーカー』などでも執筆。

## 翻訳された著書
- わんぱくニコラ ルネ・ゴシニ (著), ジャン=J.サンペ (イラスト), 曽根元吉, 一羽昌子 (翻訳)  文藝春秋 1969年 のち2巻本で文庫(1976）
- プチ・ニコラ 正続 ルネ ゴシニ (著), ジャン・ジャック・サンペ (イラスト), 笹本孝 (翻訳)　牧神社 1973年
- ゴシニー作 サンペ絵『ジョアシャンのゆううつ』笹本孝 翻訳 美神館、1980
- ゴシニー作 サンペ絵『おしゃれなパリのプチ・ニコラ』笹本孝 翻訳 美神館、1980
- ゴシニー作 サンペ絵『プチ・ニコラ海へ行く』笹本孝 翻訳 美神館、1980
- ゴシニー作 サンペ絵『プチ・ニコラとゆかいな仲間』笹本孝 翻訳 美神館、1980
- ゴシニー作 サンペ絵『プチ・ニコラのヴァカンス』笹本孝 翻訳 美神館、1980
- マルセランとルネ ジャン・ジャック・サンペ 作,谷川俊太郎 訳 リブロポート 1991
- カトリーヌとパパ パトリック・モディアノ 作,ジャン=ジャック・サンペ 絵,宇田川悟 訳 講談社 1992
- プチ・ニコラ 1-4 ルネ ゴシニ (著), ジャン=ジャック サンペ (イラスト), 曽根元吉, 一羽昌子 (翻訳) 偕成社文庫 1996
- とんだタビュラン ジャンージャック・サンペ 作・絵,荻野アンナ 訳 太平社 1997 映画化『今さら言えない小さな秘密』(2018年)
- 恋人たち : アーム・スール ジャンージャック・サンペ 作・絵,荻野アンナ 訳 太平社 1998
- サン・トロペ ジャンージャック・サンペ 作・絵,荻野アンナ 訳 太平社 1999
- かえってきたプチ・ニコラ 1-4 ルネ ゴシニ (著), ジャン=ジャック サンペ (イラスト), 小野萬吉 (翻訳) 偕成社 2006
- Sempe in New York : ジャン = ジャック・サンペニューヨーカーイラスト集 ジャン=ジャック・サンペ 著,宮田智子 訳 Du Books 2014